# Základní škola Elektra
Základní škola Elektra je základní škola v pražských Vysočanech. Plánovaná kapacita je 800 žáků základní školy a 78 dětí v mateřské školce.
Od září 2023 má budova sloužit dočasně jako detašované pracoviště ZŠ Novoborská a od září 2024 jako samostatný školský subjekt.

## Budova školy
Objekt školy tvoří dvě budovy:
- čtyřpodlažní budova je vyhrazena pro třídy 2. stupně ZŠ, administrativu, část jídelny s výdejem jídla a byt školníka,
- třípodlažní budova je vyhrazena pro třídy 1. stupně ZŠ, mateřskou školu a přípravnou třídu.

Celkem má škola 3 třídy mateřské školy, 1 přípravnou, 15 tříd pro 1. a 8 tříd pro 2. stupeň ZŠ a 6 odborných učeben pro informatiku, výtvarnou a hudební výchovu a jednu multimediální a dvě jazykové učebny. Sportovní zázemí školy tvoří gymnastický sál a tělocvična, na jejíž střeše se nachází hřiště s tartanovým povrchem - toto řešení podle budoucího zástupce ředitelky a učitele tělocviku Jaroslava Sirotka vzniklo v důsledku obtížného terénu a nedostatku prostoru. Škola má bezbariérový přístup a pod budovou se nachází podzemní garáž pro několik desítek aut.
Městská část v budoucnu uvažuje o rozšíření školního kampusu o střední školu na sousedním pozemku, který získala od České pošty.

## Historie
Podle starosty Prahy 9 Tomáše Portlíka se záměr na výstavbu školy začal připravovat už v roce 2011. Na budovu byla v roce 2015 vypracována architektonická studie. Po získání povolení pak byla postavena během dvou let, kolaudaci získala 19. června 2023. Náklady, činící 570 milionů korun, si rozdělila městská část Praha 9 s hlavním městem.

### Otevření
Stavba sice byla dokončena už před začátkem školního roku 2023/2024, kvůli platné legislativě ale může fungovat jako samostatný školský subjekt až od září 2024. Kvůli velkému zájmu se Praha 9 rozhodla otevřít 3 první třídy a po jedné druhou, třetí a čtvrtou třídu 1. stupně ZŠ jako detašované pracoviště ZŠ Novoborská.